# Летонски гамбит
Овај чланак користи алгебарску шаховску нотацију како би се описали шаховски потези.
Летонски гамбит је шаховско отварање које почиње потезима:
1. е4 е5 2. Сф3 ф5

## Карактеристике
Летонски гамбит с правом има лошу репутацију полукоректног отварања. На мајсторским турнирима готово се уопште не игра. Његове мањкавости делом ваља приписати овом почетном слабљењу рокадног положаја, а делом заосталости у развоју у коју црни неминовно запада. У ствари црни игра Краљев гамбит са темпом мање. Повремено се среће у дописним партијама.

## Историјат
Попут многих других отварања и ово је у литератури означавано са више имена као Греков гамбит, Краљев гамбит из друге руке и Рига гамбит. У првој половини XVII века овај гамбит је играо знаменити италијански шаховски мајстор Ђоакино Греко (1600—1634).
Почетком 20. века исцрпне анализе гамбита дали су мајстори из Риге, пре свега Карл Карлович Бетинг (1867—1942), Герман Карлович Матисон (1894—1932) и Фрицис Апшенек (1894—1941) и успешно га применили на I. незваничној шаховској олимпијади у Паризу 1924. године и у дописним партијама са Стокхолмом. Због тога је у светску шаховску литературу ушао као „Летонски гамбит“.